# Diócesis de Limoeiro do Norte
La diócesis de Limoeiro do Norte (en latín: Dioecesis Limoëirensis y en portugués: Diocese de Limoeiro do Norte) es una circunscripción eclesiástica de la Iglesia católica en Brasil. Se trata de una diócesis latina, sufragánea de la arquidiócesis de Fortaleza, que tiene al obispo André Vital Félix da Silva, S.C.I. como su ordinario desde el 10 de mayo de 2017.

## Territorio y organización
La diócesis tiene 18 440 km² y extiende su jurisdicción sobre los fieles católicos de rito latino residentes en 20 municipios del estado de Ceará: Alto Santo, Ibicuitinga, Jaguaruana, Limoeiro do Norte, Morada Nova (excepto la parroquia de Araru), Palhano, Quixeré, Russas, São João do Jaguaribe, Tabuleiro do Norte, Aracati, Fortim, Icapuí, Itaiçaba, Jaguaretama, Jaguaribara, Ererê, Iracema, Pereiro y Potiretama.
La sede de la diócesis se encuentra en la ciudad de Limoeiro do Norte, en donde se halla la Catedral de la Inmaculada Concepción.
En 2019 en la diócesis existían 27 parroquias agrupadas en 5 zonas pastorales: Bananuiù, Castanhão, Figueiredo, da Praia, do Vale y da Várzea.

## Historia
La diócesis fue erigida el 7 de mayo de 1938 con la bula Ad dominicum cuiusvis del papa Pío XI, obteniendo el territorio de la arquidiócesis de Fortaleza.

## Estadísticas
De acuerdo al Anuario Pontificio 2020 la diócesis tenía a fines de 2019 un total de 452 300 fieles bautizados.
| Año                                                                             | Población            | Población | Población      | Sacerdotes | Sacerdotes    | Sacerdotes    | Bautizados por sacerdote | Diáconos permanentes | Religiosos | Religiosos | Parroquias |
| Año                                                                             | Bautizados católicos | Total     | % de católicos | Total      | Clero secular | Clero regular | Bautizados por sacerdote | Diáconos permanentes | Varones    | Mujeres    | Parroquias |
| ------------------------------------------------------------------------------- | -------------------- | --------- | -------------- | ---------- | ------------- | ------------- | ------------------------ | -------------------- | ---------- | ---------- | ---------- |
| 1950                                                                            | 260 000              | 295 000   | 88.1           | 27         | 19            | 8             | 9629                     |                      | 3          | 28         | 12         |
| 1966                                                                            | 295 000              | 300 000   | 98.3           | 36         | 29            | 7             | 8194                     |                      | 41         | 6          | 20         |
| 1970                                                                            | 304 000              | 305 443   | 99.5           | 33         | 24            | 9             | 9212                     |                      | 17         | 50         | 20         |
| 1976                                                                            | 351 000              | 358 000   | 98.0           | 24         | 18            | 6             | 14 625                   |                      | 11         | 48         | 19         |
| 1980                                                                            | 403 000              | 411 000   | 98.1           | 24         | 19            | 5             | 16 791                   |                      | 11         | 55         | 20         |
| 1990                                                                            | 484 000              | 508 000   | 95.3           | 21         | 18            | 3             | 23 047                   | 1                    | 10         | 66         | 19         |
| 1999                                                                            | 531 000              | 563 000   | 94.3           | 25         | 21            | 4             | 21 240                   |                      | 8          | 61         | 22         |
| 2000                                                                            | 537 000              | 570 000   | 94.2           | 24         | 20            | 4             | 22 375                   |                      | 8          | 61         | 22         |
| 2001                                                                            | 435 699              | 484 111   | 90.0           | 25         | 20            | 5             | 17 427                   |                      | 9          | 53         | 18         |
| 2002                                                                            | 435 699              | 484 111   | 90.0           | 22         | 20            | 2             | 19 804                   |                      | 5          | 59         | 18         |
| 2003                                                                            | 435 699              | 484 111   | 90.0           | 27         | 22            | 5             | 16 137                   |                      | 9          | 58         | 20         |
| 2004                                                                            | 435 699              | 484 111   | 90.0           | 26         | 21            | 5             | 16 757                   | 1                    | 8          | 58         | 20         |
| 2013                                                                            | 485 000              | 537 000   | 90.3           | 43         | 30            | 13            | 11 279                   |                      | 17         | 56         | 23         |
| 2016                                                                            | 441 600              | 550 000   | 80.3           | 40         | 29            | 11            | 11 040                   |                      | 14         | 50         | 27         |
| 2019                                                                            | 452 300              | 563 285   | 80.3           | 45         | 36            | 9             | 10 051                   |                      | 13         | 33         | 27         |
| Fuente: Catholic-Hierarchy, que a su vez toma los datos del Anuario Pontificio. |                      |           |                |            |               |               |                          |                      |            |            |            |

## Episcopologio
- Aureliano de Matos † (30 de enero de 1940-19 de agosto de 1967 falleció)
- José Freire Falcão † (19 de agosto de 1967 por sucesión-25 de noviembre de 1971 nombrado arzobispo de Teresina)
- Pompeu Bezerra Bessa † (25 de enero de 1973-18 de mayo de 1994 renunció)
- Manuel Edmilson da Cruz (18 de mayo de 1994-6 de mayo de 1998 retirado)
- José Haring, O.F.M. (19 de enero de 2000-10 de mayo de 2017 retirado)
- André Vital Félix da Silva, S.C.I., desde el 10 de mayo de 2017